# 田村駒治郎 (初代)
初代 田村 駒治郎（たむら こまじろう、1866年7月29日（慶応2年6月18日） - 1931年（昭和6年）3月31日）は、明治から昭和時代戦前の実業家。政治家。貴族院多額納税者議員。田村駒創業者。

## 経歴
摂津国池田村槻木（現・池田市槻木町）の酒造業・笹部九兵衞（神田屋）の二男として生まれたが、家業はすでに傾いており、9歳で父親を亡くし、13歳で西田商店（現・呉春酒造）に奉公、徴兵逃れのため1883年に親戚の田村キクの養嫡子となった。翌年、モスリン友禅の開発に成功した大阪の洋反物商・岡島千代造の店員となり、鮮明な染色法等を完成、1891年に岡島合名会社の共同出資者となり、1894年に洋反物卸商として独立、実弟の平松徳三郎（伊丹平松家養子）とともに「神田屋田村駒商店」を創業。日清戦争・日露戦争の好景気に乗じて業績を伸ばし、1918年に株式会社化、1921年には大阪商業会議所議員、大阪市会議員となる。1925年（大正14年）には大阪府多額納税者として貴族院議員に互選され、同年9月29日から死去するまで在任した。篤志家として故郷の池田小学校の設備費を寄付したほか、66歳で没した翌年には、遺言による寄付金で池田市公会堂が建設された。
また、1910年に東京銀座で展示された米国流行の福の神ビリケン像を見て、自社にビリケン堂を建てて祀り、1911年には登録商標をして使用した。没後、長男の駒太郎が襲名し、二代目田村駒治郎となった。二代目の岳父は安田財閥の安田善助 (2代目)。